# Ophthalmemeopedus
Ophthalmemeopedus es un género de escarabajos longicornios de la tribu Acanthocinini que contiene una sola especie, Ophthalmemeopedus macrophthalmus. La especie fue descrita por Breuning en 1961.
Se distribuye por Filipinas. Mide aproximadamente 5 milímetros de longitud.